# Дунай (Ленинградская область)
Дуна́й — посёлок в Морозовском городском поселении Всеволожского района Ленинградской области.

## Название
Название происходит от одноимённого болота, на котором с XIX века добывался торф.

## История
ДУНАЙ БОЛОТО — казарма для ремонтных рабочих при линии Ириновско-Шлиссельбургской жел. дороги 1 двор, 12 м. п. (1896 год)

Первые картографическое упоминания — дом рабочих при станции Дунай на карте Санкт-Петербургской губернии от 1909 года, а затем на военно-топографической карте Петроградской губернии 1914 года.
После революции посёлок относился к Рябовской волости Шлиссельбургского уезда.
Согласно данным переписи населения СССР 1926 года:

РЕЗВЫХ-ДУНАЙ — посёлок Чёрнореченского сельсовета района города Шлиссельбурга, 23 хозяйства, 32 души.

Из них: русских — 21 хозяйство, 28 душ; эстов — 2 хозяйства, 4 души. (1926 год)

С 1936 года в составе Всеволожского района.

План посёлка Дунай. Северная часть. 1939 год

План посёлка Дунай. Южная часть. 1939 год

Согласно топографической карте 1939 года северная часть посёлка насчитывала 39 дворов, южная часть — 11.
Указом Президиума Верховного Совета РСФСР от 3 августа 1949 года посёлок Дунай был отнесён к категории рабочих посёлков.
Решением Леноблисполкома от 19 января 1960 года рабочий посёлок Дунай был отнесён к категории посёлков сельского типа.
По данным 1966, 1973 и 1990 годов посёлок Дунай находился в административном подчинении Морозовского поселкового совета.
В 1997 году в посёлке проживали 3 человека, в 2002 году — 114 человек (русские — 88 %), в 2007 году — 2 человека.

## География
Посёлок расположен в восточной части района на автодороге 41К-070 (Магнитная станция — Посёлок имени Морозова) в окружении одноимённого садоводческого массива.
Расстояние до административного центра поселения — 6 км.
Посёлок находится к северу и смежно с платформой Дунай Ириновского направления Октябрьской железной дороги.

## Демография
| 2007 | 2010 | 2017 |
| ---- | ---- | ---- |
| 2    | ↗192 | ↘15  |

Национальный состав
Согласно данным Всероссийской переписи населения 2021 года в посёлке проживали 13 человек, все русские.

## Инфраструктура
Садоводства расположенные близ посёлка:
- СНТ «Алмаз»
- СНТ «Аврора»
- СНТ «Баррикада»
- СНТ «Берёзка»
- СНТ «Бетонщик»
- СНТ «Бригантина»
- СНТ «Бумажник»
- СНТ «Василеостровский район»
- СНТ «Восток»
- СНТ «Весна»
- СНТ «Выборжец»
- СНТ «Вымпел»
- СНТ «Гидротехник»
- СНТ «Горизонт»
- СНТ «Двигатель-1»
- СНТ «Двигатель-2»
- СНТ «Двигатель-3»
- СНТ «Дунай-ЛГПИ»
- СНТ «Дружба»
- СНТ «Дружба-2»
- СНТ «Дунайское»
- СНТ «Здоровье»
- СНТ «Изотоп»
- СНТ «имени Володарского»
- СНТ «Интеграл»
- СНТ «Калинка»
- СНТ «Каучук»
- СНТ «Контакт»
- СНТ «Кулаковец»
- СНТ «Ладога-1»
- СНТ «Ладога-2»
- СНТ «Ладожское-1»
- СНТ «Ладожское-2»
- СНТ «ЛМЗ»
- СНТ «Магнетон»
- СНТ «Малинка»
- СНТ «Мелиоратор»
- СНТ «Металлург-1»
- СНТ «Металлург-2»
- СНТ «Монтажник»
- СНТ «Монолит»
- СНТ «Невская Дубровка»
- СНТ «Огнеупоры»
- СНТ «Оптимист»
- СНТ «Океан»
- СНТ «Орешек»
- СНТ «Пегас»
- СНТ «Пластполимер-1»
- СНТ «Пластполимер-2»
- СНТ «Русский Дизель»
- СНТ «Русский Дизель-1»
- СНТ «Роса»
- СНТ «Ромашка»
- СНТ «Рыбак»
- СНТ «Светлана»
- СНТ «Связист»
- СНТ «Труд»
- СНТ «Урожай»
- СНТ «Физиолог»
- СНТ «Электропульт»
- СНТ «Энергетик»

Всего около 80—90 садоводств.

## Улицы
Привокзальная, Центральная.